# Rose Rwakasisi
Rose Rwakasisi, née en 1945, est une femme de lettres ougandaise et une enseignante, autrice de littérature pour la jeunesse.

## Parcours
Rwakasisi est née dans le district de Buhweju. Elle est titulaire d'un diplôme de botanique et de zoologie et d'un diplôme de troisième cycle en éducation. 

Rose Rwakasisi (Le St. Luke Secondary School Mengo est un établissement scolaire qu'elle a animé)

Elle est ensuite enseignante (en biologie) et directrice d'établissement scolaire,. Elle se consacre en parallèle à l'écriture, et notamment à la littérature pour enfants et adolescents, dont How Friends Became Enemies en 1993, The Old Woman and the Shell en 1994,  Sunshine after Rain en 2002, et How Goats Lost Their Beautiful Tails en 2004. 
How Friends Became Enemies est une interprétation de contes populaires de différentes communautés ougandaises. Plusieurs de ses ouvrages, romans et nouvelles sont d'ailleurs conçus pour transmettre le patrimoine culturel de l'Ouganda aux enfants. The Old Woman and the Shell raconte l'histoire d'une vieille femme qui trouve une coquille magique. Celle-ci subvient à ses besoins tant qu'elle tient parole. Le livre veut enseigner aux enfants à être dignes de confiance.  Sunshine after Rain est consacré à la crise du Sida en Ouganda et conseille aux jeunes d'apprendre des erreurs de ceux qui ont contracté la maladie. How Goats Lost Their Beautiful Tails est une allégorie de la rivalité entre les chèvres et les moutons, et est conçu pour faire comprendre aux enfants le pouvoir destructeur de la jalousie,. Sa contribution à cette littérature pour la jeunesse a été reconnue par le National Book Trust de l'Ouganda. Des nouvelles de Rose Rwakasisi ont également été intégrées dans diverses anthologies, comme Never Too Late, édité par l'association Femrite en 2011.

## Principales publications

### Livres
- The Great Escape, Uganda Children's Writers and Illustrators Association
- How Rats Escaped the Trap, Fountain Publishers, 2005 (ISBN 9970-02-474-4)
- How Goats Lost their Beautiful Tails (Our heritage), Fountain Publishers, 2004, 19 p. (ISBN 978-9970-02-436-0)
- Gift for the Singer, Fountain Publishers, 2003 (ISBN 978-9970-02-253-3)
- Why Mother Left Home, Fountain Publishers, 2003 (ISBN 978-9970-02-396-7)
- The Boy who Became King, Uganda Children's Writers and Illustrators Association, 2003 with Violet Barungi
- The Promise, Uganda Children's Writers and Illustrators Association, 2002 with Violet Barungi
- Sunshine after Rain, Fountain Publishers, 2002, 51 p. (ISBN 978-9970-02-383-7)
- The Old Woman and the Shell, Fountain Publishers, 1994, 29 p. (ISBN 978-9970-02-050-8)
- How Friends Became Enemies, Fountain Publishers, 1993 (ISBN 978-9970-02-023-2)

### Nouvelles
- « In God's palm », dans I Dare Say: African Women Share Their Stories of Hope and Survival, Lawrence Hill Books/Chicago, 2012 (ISBN 978-1-56976-842-6)
- « Serina », dans Never Too Late, Femrite Publications, 2011 (ISBN 9789970700233)
- « Yesterday's heroes », dans Talking Tales, Femrite Publications, 2009 (ISBN 9789970700219)
- « The leopardess », dans Words from a granary, Femrite Publications, 2001 (ISBN 9789970700011)
- « MwAna Mugimu nursing sister's child », dans Your Companion in the Absence of a Doctor, Femrite Publications

### Livres éducatifs
- UCE Revision Biology : Questions & Answers, Fountain Publishers, 2003 (ISBN 9970-02-406-X)